# Mătreață
Mătreața (istoric denumită și Pityriasis capitis) se datorează eliminării excesive de celule moarte din scalp. Este normal ca celulele pielii să moară și să cadă, dar în cantități mici. Unii oameni, însă, fie cronic fie ca rezultat al unui factor declanșator, suferă de căderi mai mari de piele moartă, însoțită uneori de roșeață și iritare. Majoritatea cazurilor de mătreață pot fi tratate cu ajutorul șampoanelor speciale. Mătreața nu este un organism, ca păduchii, ci doar piele moartă acumulată în scalp.
Potrivit statisticilor de specialitate, o treime din populația globului se confruntă cu această problemă dermatologică. Mătreață afecteaza scalpul persoanelor si in unele cazuri mai grave poate sa apara chiar si la nivelul sprancenelor, a barbiei si a pieptului.
Chiar daca nu este o patologie grava, efectul este dezagreabil si de multe ori creeaza complexe psihologice si inadaptare sociala.
Medical, mătreață este incadrata in mai multe forme:
1) matreata provocata de ciuperca Malassezia Furfur. Este cel mai dificil de tratat. Rezulta in urma contaminarii de la alta persoana contaminata si se intretine prin igiena necorespunzatoare. Produsele dermatologice cu efect antimicotic si antifungic pot da un bun rezultat in aceasta patologie.Studiile au analizat efectele antiinflamatorii si anfungice ale unor produse  precum creme sau sampoane.. Si au demonstart ameliorarea reala produsa de acestea in cazul dermatitei seboreice la adulti si adolescenti. Dar acestea au doar un efect temporar, pe perioada utilizarii lor.
2) Matreata grasa - provocata de o productie de sebuum in excess. Glandele sebacee pot fi hiperactive in cazul adolescentilor sau in cazul persoanelor cu dezechilibre hormonale si aceste categorii sociale sunt mult mai predispuse la forma de matreata denumita grasa.
O mentiune speciala se cuvine extractului de tea tree - ulei esential de arbore de ceai, care in concentratie de 5% in unele sampoane are efectul de a inhiba dezvoltarea unor fungi responsabili cu aparitia matretii scalpului.
Nota: termenul de dermatita seboreica este des asociat cu termenul matreata. Pur cauzal, in ambele situatii pacientii au in marea majoritate a cazurilor o inflamatie interna puternica la nivel intern: intestinal chiar si articular.